# Otroeopsis affinis
Otroeopsis affinis är en skalbaggsart som beskrevs av Stefan von Breuning 1939. Otroeopsis affinis ingår i släktet Otroeopsis och familjen långhorningar. Inga underarter finns listade i Catalogue of Life.